# Nelson Island (Neuseeland)
Nelson Island, auch als Peter Island bekannt, ist eine Insel vor Great Barrier Island im Norden von Neuseeland.

## Geographie
Die mit 120 m recht steile Insel befindet sich westlich von Kaikoura Island und östlich von Motuhaku Island, an der Westseite von Great Barrier Island. Die 490 m lange und bis zu 405 m breite Insel liegt nur rund 115 m von Kaikoura Island entfernt, wohingegen die Entfernung zu Motuhaku Island 300 m beträgt. Die Fläche der Insel, die sich im Übergang des Port Abercrombie zum Cradock Channel befindet, kommt auf 12,7 Hektar.